# Roly MacIntyre
Pour les articles homonymes, voir MacIntyre.
Roland « Roly » James MacIntyre est un homme politique canadien, ancien député libéral de Saint John-Champlain et ensuite de Saint John-Est à l'Assemblée législative du Nouveau-Brunswick.

## Biographie
Roly MacIntyre est né en 1943 à Charlottetown, à l'Île-du-Prince-Édouard. En 1971, il se trouve un emploi dans la même ville à la Commission d'assurance-chômage. Il est muté au poste de directeur régional à Saint-Jean, au Nouveau-Brunswick, en 1976. Il est nommé deux ans plus tard au poste de directeur de district du nouveau ministère du Développement des ressources humaines Canada. Il prend sa retraite de la fonction publique en 1995.
Roly MacIntyre est membre de l'Association libérale du Nouveau-Brunswick. Il est élu à la 53e législature pour représenter la circonscription de Saint John Champlain à l'Assemblée législative du Nouveau-Brunswick le 11 septembre 1995, lors de la 53e élection générale. Il est assermenté au Conseil exécutif le 21 septembre et nommé ministre de l'Enseignement supérieur et du Travail dans le gouvernement de Frank McKenna et ensuite de Joseph Raymond Frenette. Il devient ministre du Développement économique, du Tourisme et de la Culture le 14 mai 1998 dans le gouvernement de Camille Thériault.
Il perd la 54e élection générale du 7 juin 1999. Il est réélu à la 55e législature le 9 juin 2003, lors de la 55e élection générale. Il devient porte-parole de l'Opposition officielle en matière de santé et ensuite d'énergie. Il siège de plus au Comité permanent des corporations de la Couronne.
Il est réélu pour représenter la nouvelle circonscription de Saint John-Est à la 56e législature le 18 septembre 2006, lors de la 56e élection générale. Il est nommé ministre de l'Approvisionnement et des Services et ministre responsable de la Société de développement régional le 3 octobre 2006, dans le gouvernement de Shawn Graham. Il démissionne le 17 juin 2008. Il siège au Comité des corporations de la Couronne, au Comité des prévisions budgétaires, au Comité des hauts fonctionnaires de l'Assemblée, au Comité des privilèges et au Comité de la procédure. Il est vice-président du Comité permanent des comptes publics, en plus d'avoir présidé le Comité spécial de l'examen de la fiscalité.
Il n'est pas candidat lors de la 57e élection générale, en 2010.
Son épouse s'appelle Phyllis Coady et le couple a trois enfants d'âge adulte. Ils habitent Saint-Jean.

## Distinctions
- 1992: Médaille commémorative du 125e anniversaire du Canada;
- Médaille du jubilé de la Reine pour services rendus à la collectivité;
- Certificat d'honneur canadien pour les bénévoles en alphabétisation;
- Sportif de l'année pour la ville de Saint-Jean;
- Membre à vie de la Jeune Chambre du Canada;
- Sénateur de JCI Canada.